# تأثیر تور دوره‌ها

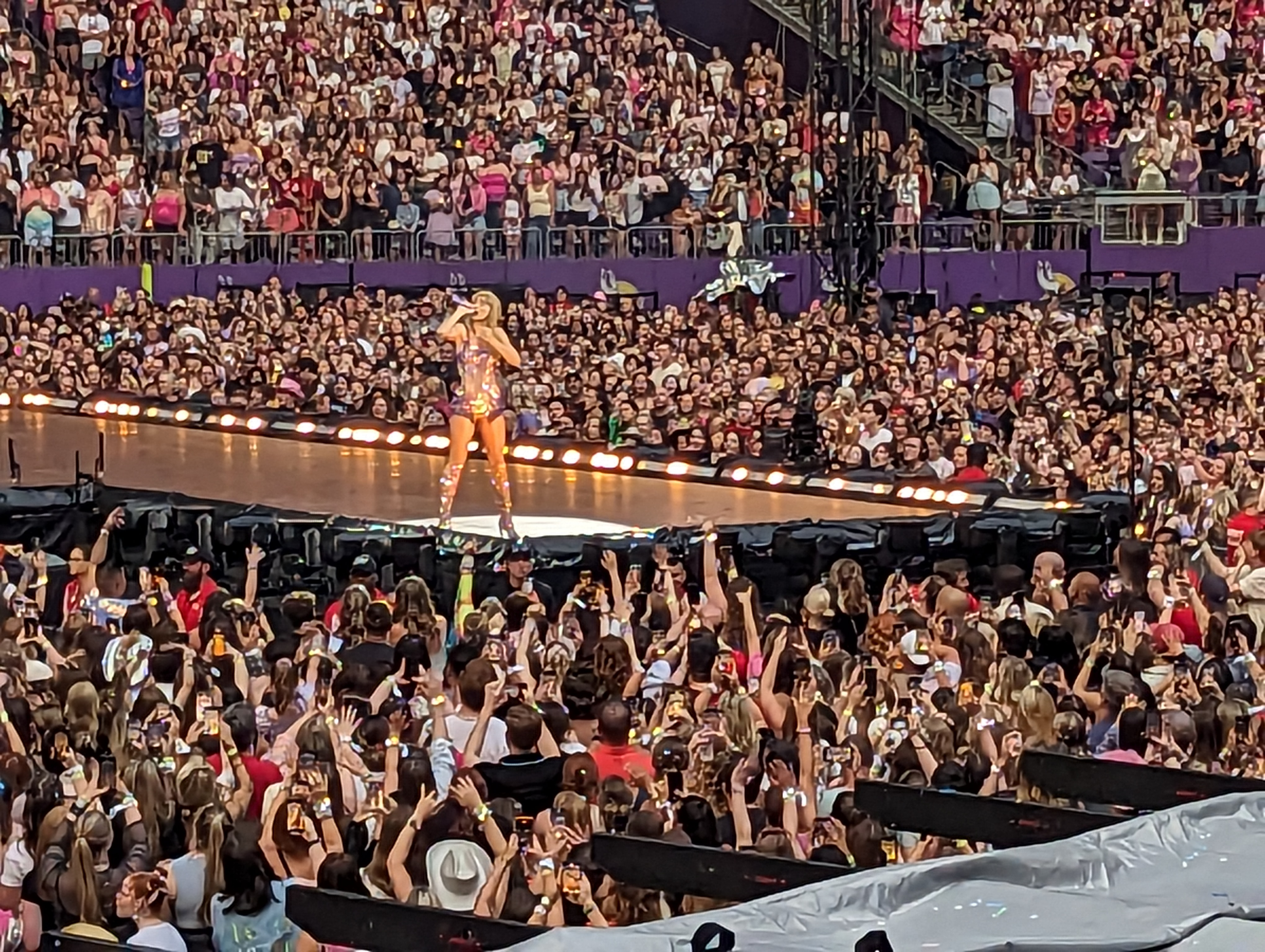
تیلور سوئیفت در مینیاپولیس در جریان یکی از کنسرت‌های تور دوره‌ها در ۲۰۲۳

نشریات مختلف تأثیرات فرهنگی، اقتصادی و اجتماعی-سیاسی تور دوره‌ها، تور کنسرتی ۲۰۲۳–۲۰۲۴ تیلور سوئیفت خواننده-ترانه‌سرای آمریکایی، و پردرآمدترین تور کنسرت تاریخ، را تحلیل کرده‌اند. این تور که تحت تأثیر هیجان هواداران، معروف به سوئیفت‌مانیا، قرار داشت، نتیجه نفوذ گسترده سوئیفت بر فرهنگ عامه قرن بیست و یکم تلقی می‌شود. نشریه صنعت کنسرت پول‌استار این تور را «بزرگ‌ترین نمایش روی زمین» نامید.
تور دوره‌ها، به‌عنوان اولین تور سوئیفت پس از قرنطینه‌های کووید-۱۹، با افزایش اشتیاق عمومی به سرگرمی، شوک تقاضا اقتصادی به وجود آورد. این تور ثبت‌نام‌های بی‌سابقه‌ای برای خرید بلیت در سراسر جهان به دنبال داشت، از جمله صف مجازی بیش از ۲۲ میلیون نفر برای بلیط‌های سنگاپور. فروش اولیه بلیط در ایالات متحده به‌طور جنجالی با مشکل مواجه شد و انتقاد قانون‌گذاران دوحزبی را برانگیخت که پیشنهادهایی برای تنظیم قیمت و قوانین ضداسکالپینگ در سطوح ایالتی و فدرال ارائه کردند. ویلیام کوواسیک، پژوهشگر حقوقی، این را «تطبیق سیاست تیلور سوئیفت» نامید. گران‌فروشی بلیت این تور در مجالس ملی برزیل، ایرلند و بریتانیا مورد توجه قرار گرفت.
تور دوره‌ها با ویژگی‌هایی چون تورم، اثرات قطره‌ای و تکاثری، فعالیت تجاری و اقتصادی را در شهرهای میزبان افزایش داد و به کسب‌وکارهای محلی، صنعت مهمان‌یاری، فروش پوشاک، درآمد حمل‌ونقل عمومی و گردشگری رونق بخشید، به‌گونه‌ای که تأثیر آن از المپیک و سوپر بول نیز فراتر رفت. شهرهایی مانند گلزنکیرشن، مینیاپولیس، پیتسبرگ، سانتا کلارا و استکهلم به افتخار سوئیفت نام خود را موقتاً تغییر دادند. جاذبه‌های گردشگری مانند سنتر گای، تندیس مسیح، برج سوزن فضایی، مارینا بی سندز و برج ویلیس نیز با برگزاری رویدادهای ویژه به این تور ادای احترام کردند. سیاستمدارانی مانند جاستین ترودو، نخست‌وزیر کانادا، و گابریل بوریک، رئیس‌جمهور شیلی، از سوئیفت درخواست کردند به کشورهایشان سفر کند، در حالی که مقامات دولتی در اندونزی، نیوزیلند، فیلیپین، تایوان، تایلند و برخی ایالت‌ها و قلمروهای استرالیا از عدم برگزاری تور در مناطقشان ابراز ناامیدی کردند.
تور دوره‌ها جمعیت‌های بزرگی از تماشاگران بدون بلیت را جذب کرد که در خارج از استادیوم‌های پر شده در شهرهایی مانند فیلادلفیا، ملبورن و مونیخ گرد هم آمدند و موضوعی فراگیر در اخبار، محتوای شبکه‌های اجتماعی و پوشش مطبوعاتی بود. فعالیت‌های لرزه‌ای در ادینبرو، لیسبون، لس آنجلس و سیاتل به سبب انرژی تماشاگران ثبت شد. دیسکوگرافی سوئیفت شاهد افزایش فروش آلبوم‌ها و استریم‌ها بود و چندین رکورد بی‌سابقه در جدول‌های موسیقی به ثبت رساند؛ ترانه سال ۲۰۱۹ «تابستان ظالم» به اوج محبوبیت رسید و به یکی از موفق‌ترین تک‌آهنگ‌های او تبدیل شد. فیلم کنسرت این تور با توزیع غیرمعمول و بدون واسطه استودیوهای بزرگ سینمایی، به پرفروش‌ترین فیلم کنسرتی تاریخ تبدیل شد. روزنامه‌نگاران سوئیفت را یکی از آخرین چهره‌های تک‌فرهنگی قرن بیست و یکم نامیدند و مجله تایم او را به‌عنوان شخص سال ۲۰۲۳ انتخاب کرد؛ او اولین و تنها فردی از حوزه هنر بود که این افتخار را کسب کرد.